# Thyasira alleni
Thyasira alleni is een tweekleppigensoort uit de familie van de Thyasiridae. De wetenschappelijke naam van de soort is voor het eerst geldig gepubliceerd in 1981 door Carrozza.